# HATS-72
HATS-72 , WASP-191 — одиночная звезда в созвездии Водолея на расстоянии приблизительно 418 световых лет (около 128 парсек) от Солнца. Видимая звёздная величина звезды — +12,469m. Возраст звезды оценивается как около 12,17 млрд лет.
Вокруг звезды обращается, как минимум, одна планета.

## Характеристики
HATS-72 — оранжевый карлик спектрального класса K. Масса — около 0,7311 солнечной, радиус — около 0,73 солнечного, светимость — около 0,221 солнечной. Эффективная температура — около 4556 К.

## Планетная система
В 2020 году командой астрономов, работающих в рамках обзора HATSouth, было объявлено об открытии планеты HATS-72 b.